# Песчаные игуаны
Песчаные игуаны или каймопалые игуаны (лат. Uma), — род игуанообразных ящериц из семейства Phrynosomatidae, обитающий в песках юго-западных штатов США и севера Мексики. Пальцы несут гребень из щетинок, позволяющий быстро передвигаться по сыпучему песку. Верхняя челюсть покрывает нижнюю, а глаза защищены плотно прилегающими веками, что предотвращает попадание песчинок в рот и в глаза. Ноздри и уши могут полностью закрываться, когда животное зарывается в песок. Песчаные игуаны питаются насекомыми, в том числе муравьями, жуками, кузнечиками и гусеницами. Иногда поедают бутоны, стебли, листья и семена цветковых растений.

## Виды
Согласно данным сайта The Reptile Database, на 4 декабря 2020 года в род включают 7 видов:
- Uma cowlesi Heifetz, 1941
- Uma exsul Schmidt & Bogert, 1947
- Uma inornata Cope, 1895
- Uma notata Baird, 1858
- Uma paraphygas Williams et al., 1959
- Uma scoparia Cope, 1894
- Uma thurmanae Derycke et al., 2020